# Pristimantis anolirex
Espèce
Synonymes
- Eleutherodactylus anolirex Lynch, 1983

Statut de conservation UICN

 NT  : Quasi menacé
Pristimantis anolirex est une espèce d'amphibiens de la famille des Craugastoridae.

## Répartition
Cette espèce est endémique se rencontre entre 1 900 et 3 550 m d'altitude dans le nord de la cordillère Orientale :
- dans les départements de Norte de Santander et de Santander en Colombie ;
- dans l'État de Táchira au Venezuela.

## Étymologie
Le nom spécifique anolirex vient de anolis, l'anole, et du latin rex, le roi, en honneur d'Ernest Edward Williams mais aussi à la facilité avec laquelle les espèces du genre Eleutherodactylus assises sur leur trônes andins élevés toisent les animaux préférés d'Ernest Edward Williams, les anoles.

## Publication originale
- Lynch, 1983 : A new leptodactylid frog from the Cordillera Oriental of Colombia in Rhodin & Miyata, 1983 : Advances in Herpetology and Evolutionary Biology. Essays in Honor of Ernest E. Williams. Museum of Comparative Zoology, Harvard University, p. 52-57 (texte intégral).